# Sydnei Carvalho
Sydnei Carvalho (São Paulo, ) é um produtor musical e guitarrista brasileiro.Tem como marca registrada a excelência da qualidade em seu trabalho. Instrumentista de ponta, tanto suas produções como sua voz única na guitarra tem servido de referencia para várias gerações de guitarristas.   </ref>. 
Começou seus estudos com o violão erudito no Conservatório de Tatui e se formou pelo Musicians Institute of Los Angeles.
Tem cinco CDs autorais e dois DVDs gravados. Com carreira nacional e internacional viaja todo o Brasil ensinando em workshops e masterclass a arte de tocar, ser um bom profissional e um ser humano equilibrado. Capa da revista Cover Guitarra, Guitar Load e com inúmeras matérias em revistas especializadas seu status como músico e guitarrista transcende a execução do instrumento. Sua arte em executar e realizar obras artísticas é exemplo e modelo para várias gerações e sua forma peculiar de tocar guitarra lhe confere algo raro entre os guitarristas, estilo próprio e reconhecimento pela criação de uma voz autentica e original ao tocar guitarra. 
Fundou e dirige a Escola de Filosofia Esotérica Cristã Max Heindel que ensina gratuitamente os caminhos da Filosofia, Equilíbrio e Auto-Conhecimento. https://web.archive.org/web/20141218151929/http://escolamaxheindel.com.br/

## Discografia
- ( 1997 ) - Sydnei Carvalho
- (2000) - Riding over The edge
- (2004) - Intensity (em parceria com Alex Martinho)
- (2006) - Intuition (em parceria com Alex Martinho)[1]
- (2009) - Double Vision (DVD, CD e DVD Aula - em parceria com Alex Martinho)[2][3]

* (2014) - Live in San Francisco -4Action (DVD, CD e DVD Aula - com Felipe Andreoli, Roger Franco e Alexandre Aposan)

## Prêmios e indicações
- Recebedor de menção honrosa em concurso de composição promovido pela revista especializada BAM music magazine de Hollywood.
- Capa da revista Cover Guitarra por duas vezes
- Capa da revista Guitar Load
- 2005 - Prêmio Claro - Melhor Cd de musica instrumental do ano (CD "Intensity")[4]
- 2007 - Prêmio Toddy/Revista Dinamite de Música Independente - Melhor CD Instrumental do Ano (CD "Intuition")[5][6]